# جائزة الولايات المتحدة الكبرى 1979
جائزة الولايات المتحدة الكبرى 1979 هو سباق فورمولا 1 أقيم بتاريخ 7 أكتوبر 1979 في نيويورك. كان الخامس عشر من أصل 15 في بطولة العالم لسباقات الفورمولا واحد موسم 1979.

## الترتيب النهائي
| الترتيب | السائق         | النقاط  |
| ------- | -------------- | ------- |
| 1       | جودي شيكتر     | 51 (60) |
| 2       | جيل فيلنوف     | 47 (53) |
| 3       | آلان جونز      | 40 (43) |
| 4       | جاك لافيت      | 36      |
| 5       | كلاي ريجاتسوني | 29 (32) |
| المصدر: |                |         |